# Sajó Elemér
Sajó Elemér (Őrszentmiklós, 1875. szeptember 8. – Budapest, 1934. szeptember 21.) magyar vízimérnök, vízügyi és gazdaságpolitikus. Nagybátyja Kvassay Jenő (1850–1919) volt.

## Életpályája
Szülei: Sajó Károly (1851–1939) entoetológus és Kvassay Ilona (1852–1908) voltak. 
1897-ben szerezte meg mérnöki diplomáját a Műegyetemen. Néhány hónapig a földművelésügyi minisztérium vízügyi osztályán, majd a Ferenc-csatornánál (az óbecsei zsilip építésénél) dolgozott. 1897-től a budapesti VIII. kerületi kultúrmérnöki hivatalban dolgozott. 1900-ban kezdte el megépítettni a Béga-torkolati kamarazsilipet és a duzzasztóművet. 1909-től a soroksári Duna-ág rendezési munkáiban vett részt. A Budapesti Kereskedelmi és Ipari Kikötőt (ma: Szabadkikötő) építő Kikötőépítő Igazgatóság helyettes vezetője volt; ő építette az Északi bejárati hajózsilipet (ma: Kvassay-zsilip). 
A Tanácsköztársaság idején (1918) vezette a kikötő építésének munkáit és befejezte a soroksári Duna-ág szabályozását. 1928-tól a földművelésügyi minisztériumban a balatoni munkálatok felügyeletét látta el. A Nemzetközi Dunabizottság, valamint a dunai állandó műszaki bizottság előadója volt. 1930–1934 között az országos vízügyi mérnöki szolgálat vezetője volt. 1934-ben nyugdíjba vonult.
A magyar vízügyi politika programját több évtizedre kidolgozta. Terveket készített a Duna–Tisza-csatornára és a Körösök csatornázására. Kezdeményezésére készült el a békésszentandrási duzzasztómű. Az öntözésügy úttörő fejlesztésének hirdetője volt. Nagy szakirodalmi tevékenységet folytatott.

## Magánélete
Felesége Manily Mária (1886–1977) volt. Három fiuk született: Kvassay-Sajó Zoltán, Kvassay-Sajó Miklós és Kvassay-Sajó Endre.

## Művei
- Kamara-zsilipek kövezett kamrákkal (Magyar Mérnök- és Építészegylet Közlönye, 1904)
- A magyar Víziutak és vasutak (Budapest, 1909)
- A beton (Lampl Hugóval, Budapest, 1914)
- Új eljárás a leggazdaságosabb betonkeverék megállapítására (Lampl Hugóval, Budapest, 1914)
- A belvízlevezető zsilipek megrepedésének okai (Budapest, 1916)
- Emlékirat vizeink fokozottabb kihasználása és újabb vízügyi politikánk megállapítása tárgyában (Budapest, 1931)
- Újabb tanulmányok az öntözésről (szerkesztette: Trummer Árpáddal, Budapest, 1933).